# Kyrion II. von Georgien

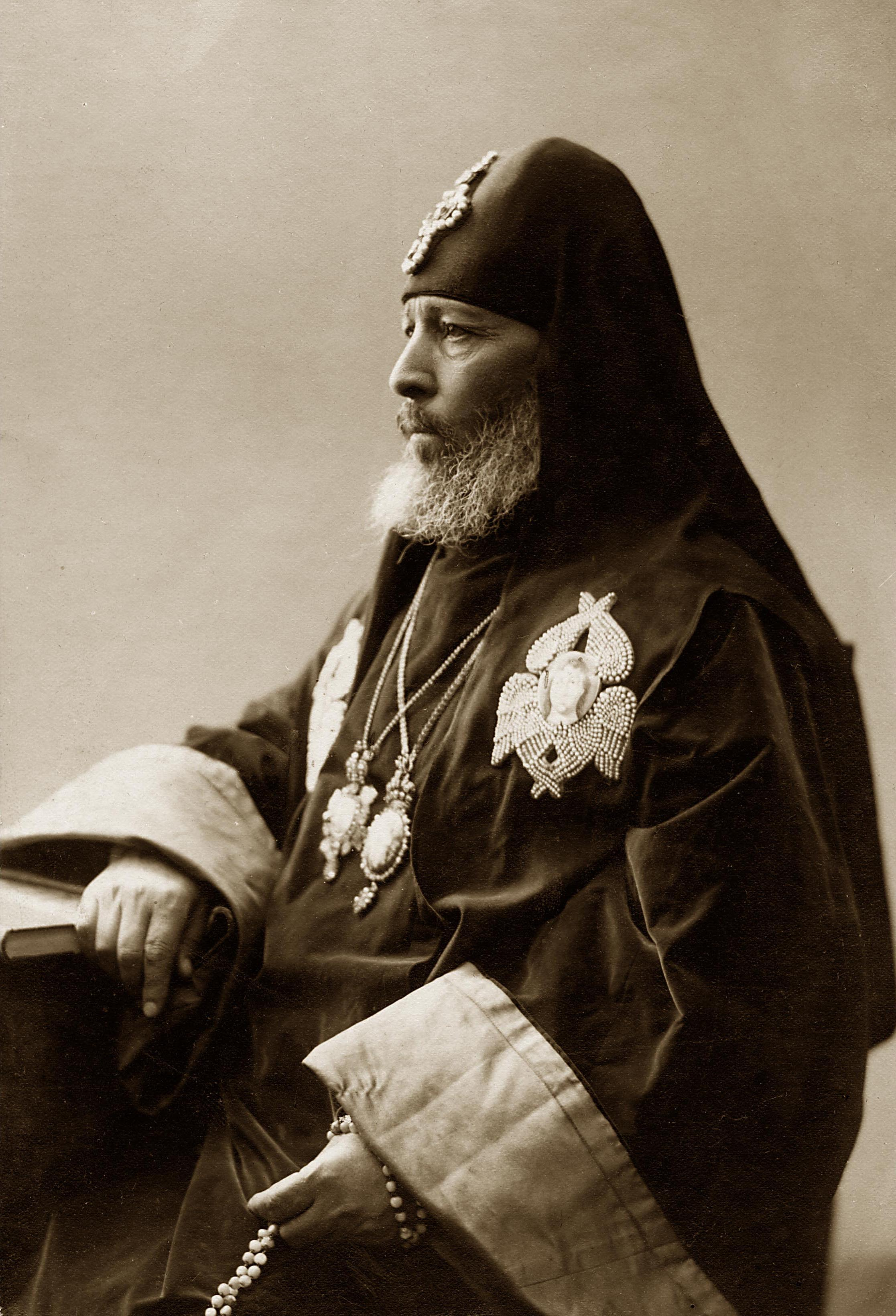
Kyrion II, Katholikos-Patriarch von ganz Georgien. 1917

Kyrion II. (georgisch კირიონ II) (10. November 1855 – 26. Juni 1918) war der erste Katholikos-Patriarch von ganz Georgien nach der Wiederherstellung der Unabhängigkeit (Autokephalie) der Georgischen Orthodoxen Kirche von der Russisch-Orthodoxen Kirche im Jahr 1917 bis zu seiner Ermordung im Jahr 1918 diente. Er wurde 2002 vom Heiligen Synod der Georgischen Kirche heiliggesprochen.

## Frühes Leben und Karriere
Kyrion II. wurde als Giorgi Sadzaglischwili (გიორგი საძაგლიშვილი) im Dorf Nikozi, Georgien (damals Teil des Gouvernements Tiflis, Russisches Kaiserreich) in der Familie eines Priesters geboren. Er absolvierte die Seminare in Tiflis (1876) und Kiew (Kyjiw) (1880) und wurde 1880 zum stellvertretenden Inspektor des Odessaer Seminars ernannt. 1883 kehrte er nach Georgien zurück und diente sowohl als Lehrer an den theologischen Schulen in Gori, Kutaissi und Tiflis als auch als Kirchenbeamter. Gleichzeitig veröffentlichte er unter den Pseudonymen Sadzagelow-Iwerieli, Iwerieli und Nikozeli mehrere Werke in georgischer und russischer Sprache über die Geschichte der Georgischen Orthodoxen Kirche und des Christentums in Georgien. Er entdeckte und studierte mehrere einzigartige mittelalterliche georgische Manuskripte, sammelte alte georgische Münzen, zeichnete Volkslieder auf, förderte talentierte georgische Studenten und arbeitete mit ausländischen Gelehrten zusammen, die sich für Georgien interessierten.

## Kirchliche Laufbahn

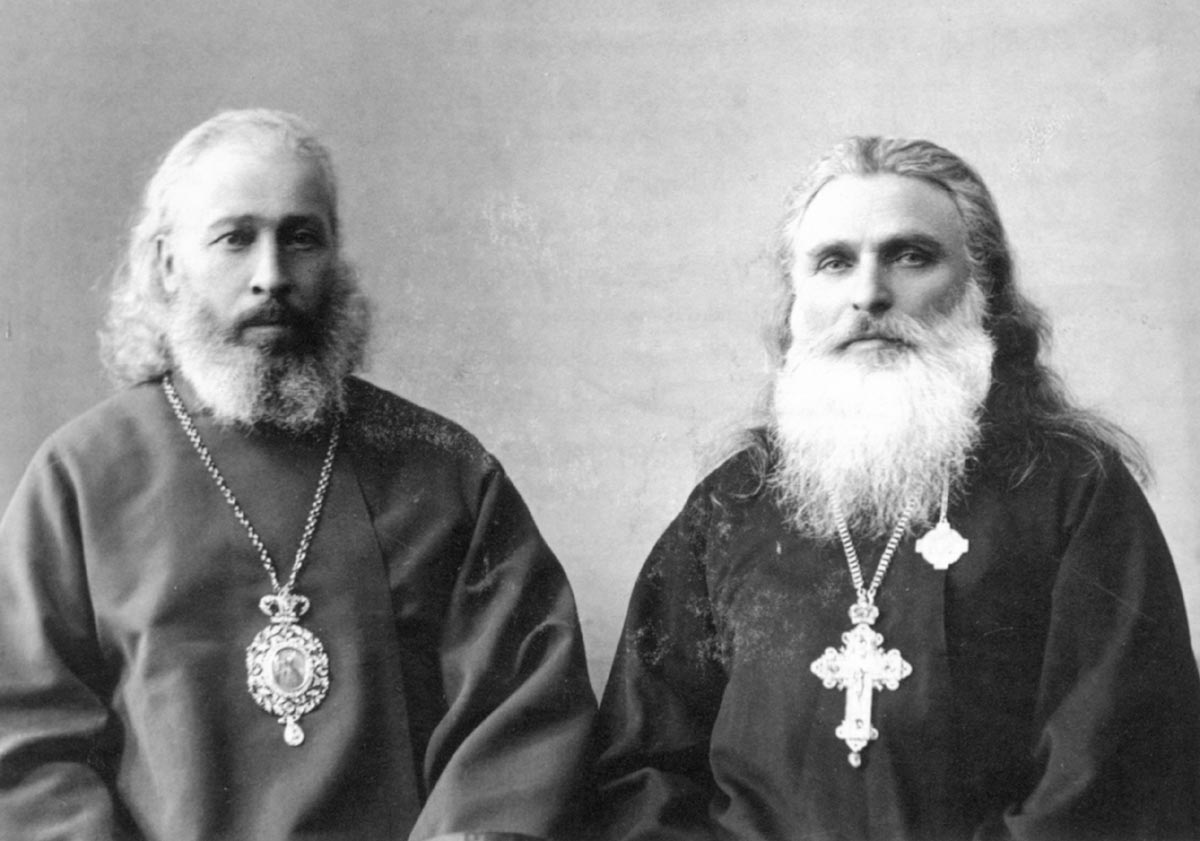
Heiliger Ambrosius und Kyrion.

Nach dem Tod seiner Frau und seiner Kinder wurde er Mönch, nahm den Namen Kyrion an und wurde 1896 zum Archimandriten des Klosters Kwatahewi geweiht. Er diente als Bischof in Alawerdi (1898–1901) und Gori (1901–1902). Zu Beginn des 20. Jahrhunderts, während der hitzigen Debatten über den Status der georgischen Kirche, war er ein aktiver Verfechter der georgischen autokephalen Bewegung und forderte die Wiederherstellung der autokephalen orthodoxen Kirche von Georgien, die 1811 vom Russischen Kaiserreich abgeschafft worden war. Aus diesem Grund wurde er aus Georgien nach Kamenets-Podolski (heute Kamjanez-Podilskyj, Ukraine) (1902) und später nach Kowno (heute Kaunas, Litauen) (1903) verlegt. Vom 3. Mai 1903 bis zum 23. April 1904 war er Bischof von Nowomyrhorod und Vikar des Gouvernements Cherson. 1908 wurde der russische Exarch von Georgien, Erzbischof Nikon, in Tiflis ermordet, und die russische Regierung nutzte die Situation als Vorwand, um georgische Bischöfe ihrer Ämter zu entheben. Kyrion wurde des Bischofstitels enthoben, nach Kuriazh in der Ukraine geschickt und später im Sanaksar-Kloster in Mordwinien eingesperrt. 1915 wurde er in seinen Rang zurückversetzt und zum Bischof von Polozk und Witebsk ernannt.
Erst nach der Februarrevolution 1917 in St. Petersburg, die zu einer faktischen Abspaltung Georgiens von Russland führte, konnte er nach Georgien zurückkehren. Bei seiner Rückkehr nach Georgien im September 1917 wurde er von den Georgiern als ihr geistlicher Führer begrüßt. Zu diesem Zeitpunkt hatten die georgischen Geistlichen die Autokephalie der georgischen Kirche wiederhergestellt (12. März 1917), und Kyrion wurde zum Katholikos-Patriarchen gewählt und am 1. Oktober 1917 in der Swetizchoweli-Kathedrale geweiht. Der Heilige Synod der Russisch-Orthodoxen Kirche weigerte sich, diesen Schritt anzuerkennen, was zu einem Bruch der Gemeinschaft zwischen den beiden Kirchen führte. Erst 1943 erkannte die Russisch-Orthodoxe Kirche die Autokephalie des georgischen Patriarchats an, und die Beziehungen zwischen den beiden konfessionell verwandten Kirchen wurden wiederhergestellt.

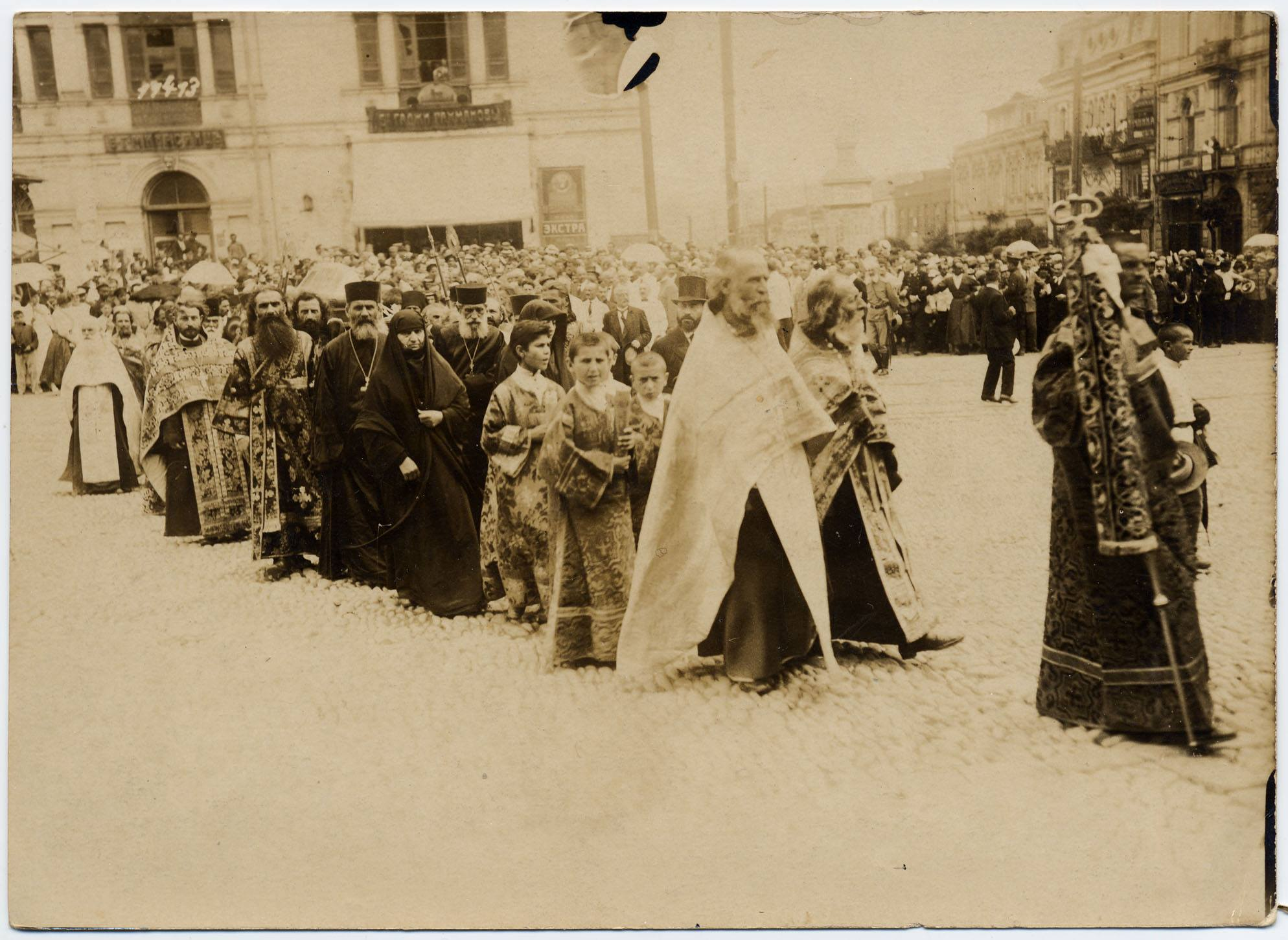
Der Trauerzug von Kyrion II. in Tiflis. 28. Juni 1918.

Während seiner Amtszeit sah sich Kyrion dem Widerstand einer Gruppe georgischer Geistlicher gegenüber, die seine Autorität missachteten. Kyrions Tod bleibt bis heute ein Rätsel. Er wurde am frühen Morgen des 27. Juni 1918 in seiner Residenz im Kloster Martqopi ermordet aufgefunden. Er wurde in der Tifliser Sioni-Kathedrale beigesetzt. Der Heilige Synod der Georgischen Orthodoxen Kirche sprach ihn am 17. Oktober 2002 heilig.